# Jürgen Todenhöfer
Jürgen Todenhöfer (né le 12 novembre 1940 à Offenbourg, en Allemagne) est un homme politique et essayiste allemand.  
Il est l’un des principaux leaders de l’opposition allemande aux interventions militaires lors de la Guerre d'Afghanistan (2001) et de la Guerre d'Irak. 

## Biographie
Jürgen Todenhöfer a fait des études de droit aux universités de Munich, Paris, Bonn et Freiburg. Il a fait son doctorat à Freiburg. 
De 1972 à 1990, il a été élu député de Rhénanie-Palatinat au Bundestag en tant que candidat de l'Union chrétienne-démocrate d'Allemagne (CDU).